# Aurel Niculescu
Aurel Niculescu (n. 20 ianuarie 1924, Galați - d. 10 martie 2015, București) a fost un general de aviație român, care a îndeplinit funcția de comandant al Aviației Militare Române (1970-1977).

## Biografie
Aurel Niculescu s-a născut la data de 20 ianuarie 1924, în orașul Galați. În anul 1942 a primit brevetul de pilot sportiv la Școala de zbor cu motor de la Roșiorii de Vede. După absolvirea Liceului „Vasile Alecsandri” din Galați, în 1944, s-a înscris la Școala de Ofițeri de Aviație de la Cotroceni, absolvind la 1 iulie 1946, cu gradul de sublocotenent aviator.
Ca urmare a rezultatelor școlare și a aptitudinilor pedagogice, a fost reținut ca instructor de zbor la Școala de Ofițeri de Aviație de la Cotroceni. Este avansat în anul 1948 la gradul de locotenent și transferat, tot ca instructor de zbor (dar pe avionul Nardi) la Centrul Militar de pilotaj de la Ziliștea (județul Buzău). După încă doi ani este înaintat la gradul de locotenent major și trimis la studii la Academia Militară din București, ale cărei cursuri le-a absolvit în 1952 cu diplomă de merit.
După absolvirea Academiei Militare, lt. major Aurel Niculescu este numit în funcția de șef de Stat Major la Divizia 66 Aviație Vânătoare de la Craiova, obținând gradul de căpitan aviator. Este transferat în anul 1953 pe același post la Divizia 68 Aviație Asalt de la Brașov, fiind avansat un an mai târziu "la excepțional" la gradul de maior aviator. Ca urmare a obținerii unor rezultate deosebite pe timpul uneia dintre aplicațiile la care a participat Divizia de Asalt, în anul 1955, Aurel Niculescu a fost avansat locotenent colonel și numit comandant al Diviziei 66 Aviație Vânătoare. Remarcat din nou pentru rezultatele foarte bune obținute, este înaintat în 1957 la gradul de colonel aviator.
Pentru o scurtă perioadă, în anul 1960, comandorul Aurel Niculescu a îndeplinit funcția de șef al Secției Pregătire de luptă din Comandamentul Aviației Militare, în toamna aceluiași an fiind numit comandantul Școlii Militare de Ofițeri Activi de Aviație „Aurel Vlaicu” de la Ziliștea (Bobocu). În perioada în care a condus Școala de la Bobocu, Aurel Niculescu a fost avansat în anul 1967 la gradul de general maior (general de flotilă aeriană cu o stea), iar Școala de Ofițeri de Aviație a cunoscut un real progres, atât în privinta învățământului, dar mai ales în ceea ce privește activitatea de zbor, școala fiind dotată cu noi tipuri de avioane, între care avionul L-29 și avionul I.A.R.-823. De asemenea, el a avut inițiativa realizării Monumentului Aviației din Buzău. Ca urmare a eforturilor generalilor Aurel Niculescu și Gheorghe Zărnescu, s-au pus bazele viitorului Muzeu al Aviației, patrimoniul școlilor de ofițeri de aviație de la Bobocu și Mediaș fiind trecut în zestrea secției de aviație a actualului Muzeu Militar Național.
În anul 1970, generalul-maior Aurel Niculescu este numit în funcția de comandant al Aviației Militare din Comandamentul Apărării Antiaeriene a teritoriului pentru ca, la data de 1 mai 1977, odată cu despărțirea aviației militare de C.A.A.T., să fie numit comandant al Comandamentului Aviației Militare, subordonat direct Marelui Stat Major al Ministerului Apărării Naționale. Cu această ocazie, s-a reintrodus în aviație uniforma gri-bleu și gradele pe mâneca vestonului și s-a reînființat insigna tradițională de pilot militar. 
A fost transferat la 25 iunie 1977 pe postul de locțiitor al comandantului apărării antiaeriene a teritoriului pentru aviația de vânătoare. 
În anul 1980, ca urmare a acordurilor dintre România și Angola, s-a constituit Grupul de Aviație Român „Sirius”, cu un efectiv de 140 de persoane, organizat astfel încât să acopere toate funcțiile din organigrama unei școli militare de aviație. În decurs de doi ani, grupul român urma să pregătească și să ateste personalul angolez al școlii pe toate funcțiile (instructori de zbor, cadre didactice, ofițeri de stat major, tehnicieni, etc.) în măsură a lucra independent, precum și pregătirea unei prime promoții de piloți aviatori militari. Între anii 1981-1982, generalul aviator Aurel Niculescu a primit sarcina de a comanda Școala Națională de Aviație Militară organizată de Comandamentul Aviației Militare în Republica Populară Angola, prin Misiunea "Sirius". În procesul de instrucție s-au folosit 12 avioane I.A.R.-823, 6 elicoptere I.A.R.-316 și 6 avioane bimotor B.N.-2, toate de fabricație românească.
În decembrie 1982, el revine în România, fiind reîncadrat pe același post în Comandamentul Apărării Antiaeriene a teritoriului. A fost trecut în rezervă la data de 1 august 1983.
De-a lungul întregii sale cariere, generalul Aurel Niculescu a zburat pe 18 tipuri de avioane, de la avioanele sportive la avioanele supersonice, totalizând peste 6.000 ore de zbor. El a primit numeroase ordine și medalii. A fost înaintat la 21 octombrie 1994 la gradul de general-locotenent (cu 2 stele) în retragere, grad echivalent cu cel actual de general-maior  și la 1 decembrie 2004 la cel de general-locotenent (cu trei stele) în retragere . 
În perioada 1994 - noiembrie 2000, generalul Niculescu a îndeplinit funcția de președinte al Filialei ARPIA din București.

## Citat
„Noi, oamenii, avem o mare responsabilitate față de noi înșine. Numai și numai noi putem să ne salvăm. Am zburat mult, dar am trăit mult și pe pământ. Acolo, sus, sau aici, pe pământ, l-am întâlnit pe Dumnezeu. Unde, când, cum, nu știu, dar știu că există. A fost lângă mine și în albastrul negru și sideral, a fost și aici, în toate zilele. Mă străduiesc să-l descopăr, să mă ajute. Depinde numai de mine – știu. Iar ca în lume numai muzele să cânte, iar armele să amuțească pentru totdeauna, depinde numai de noi. De noi toți .”—Aurel Niculescu (2007)